# مارغريت غاردينر
مارغريت غاردينر (بالإنجليزية: Margaret Gardiner)‏ هي متسابقة ملكة الجمال وعارضة وصحفية جنوب أفريقية، ولدت في 21 أغسطس 1959 في كيب تاون في جنوب أفريقيا.